# St. Stephanus (Oberehring)

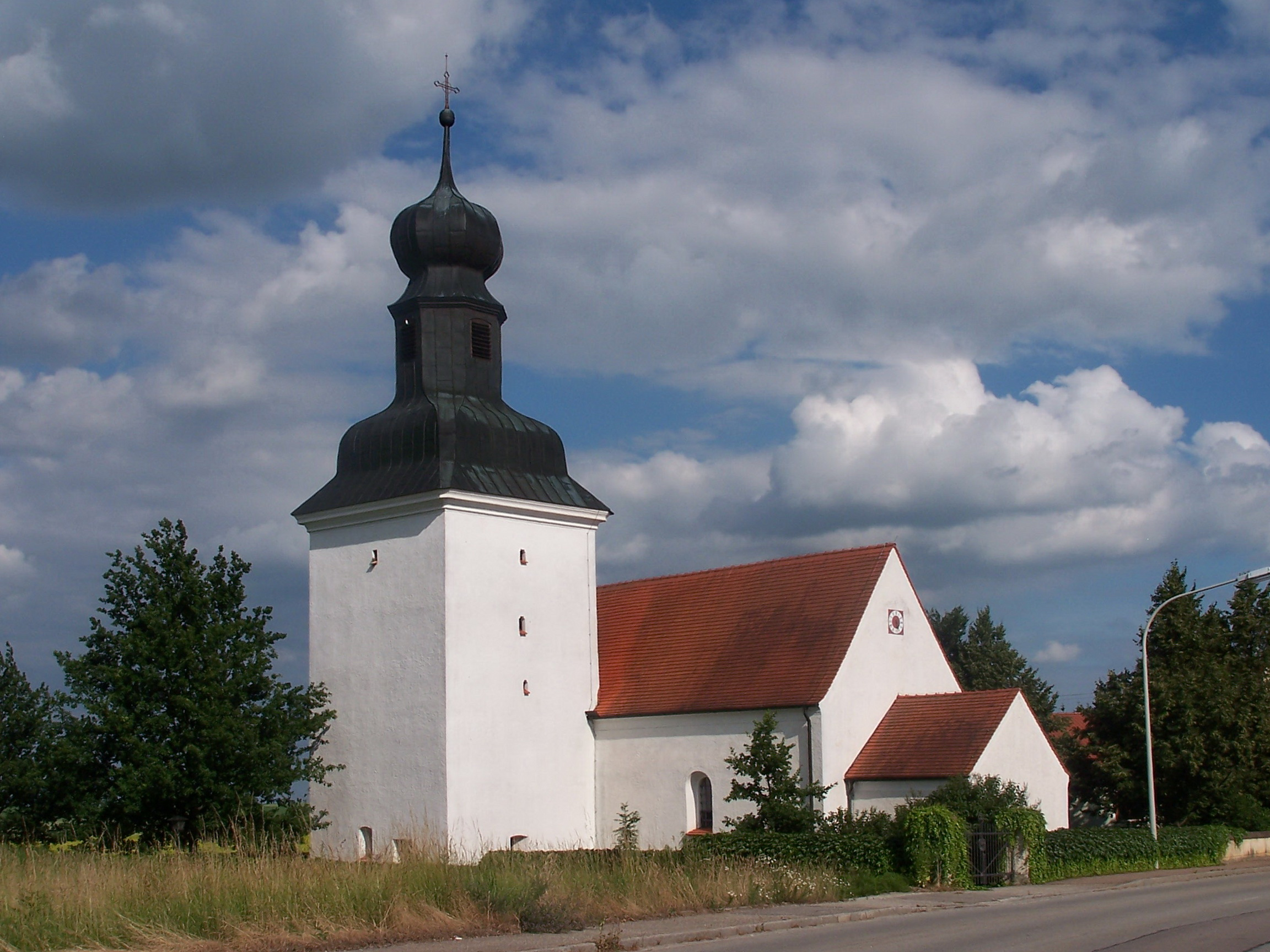
St. Stephanus (Oberehring)

Die römisch-katholische, denkmalgeschützte Filialkirche St. Stephanus steht in Oberehring, einem Gemeindeteil von Riekofen im Landkreis Regensburg der Oberpfalz. Sie ist dem Bistum Regensburg zugeordnet. Das Bauwerk ist unter der Denkmalnummer D-3-75-191-9 als Baudenkmal in die Bayerische Denkmalliste eingetragen.

## Beschreibung
Die Saalkirche wurde im Kern im 12./13. Jahrhundert erbaut. Sie besteht aus einem Langhaus, einem eingezogenen Chor mit einem Joch und Fünfachtelschluss im Osten und einem überdimensionierten Chorflankenturm an dessen Nordwand, der mit einer mehrstufigen Haube bedeckt ist, die den Glockenstuhl beherbergt, und in einer Zwiebelhaube endet. Das Langhaus und der Dachstuhl des abgewalmten Satteldaches wurden 1650 erneuert. 
Der Innenraum des Langhauses ist mit einer Flachdecke überspannt, der des Chors mit einem Kreuzgewölbe. Auf der Deckenmalerei im Chor ist das Auge der Vorsehung zu sehen, auf der im Langhaus die Apotheose des Stephanus.